# نادي برشلونة (البرازيل)
نادي برشلونة الرياضي (بالبرتغالية: Barcelona Esporte Clube‏) أو باختصار برشلونة، هو نادي كرة قدم برازيلي مقره في ريو دي جانيرو ، ولاية ريو دي جانيرو. يلعب حالياً في دوري الدرجة الثالثة.
تأسس النادي في 5 ديسمبر 1999 وسمي تيمناً بنادي برشلونة الإسباني.

## معرض الصور

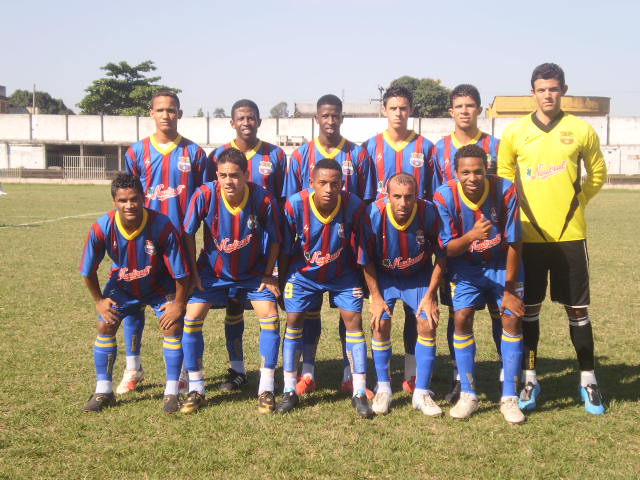
صورة الفريق من موسم 2009
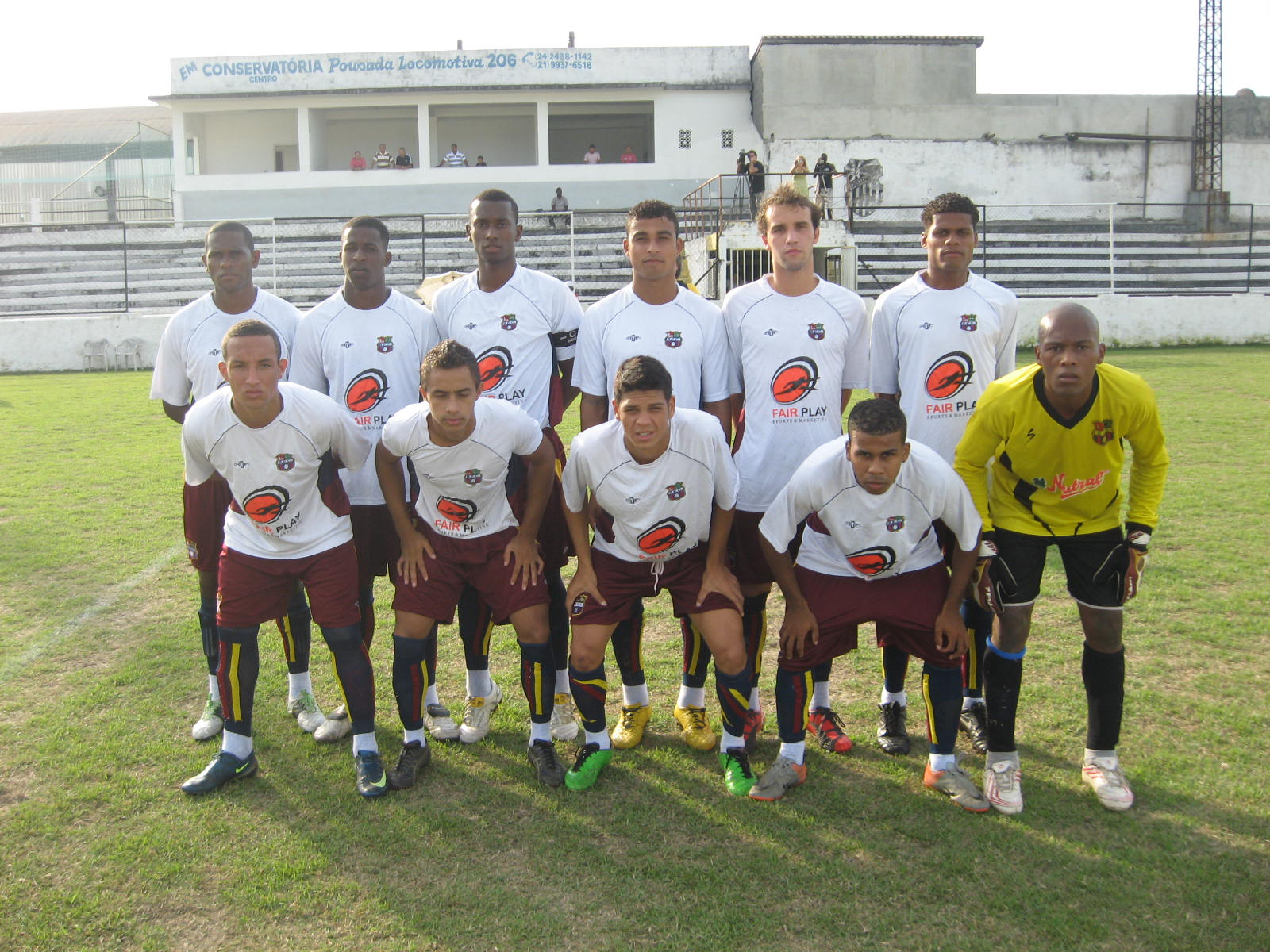
صورة الفريق من موسم 2011
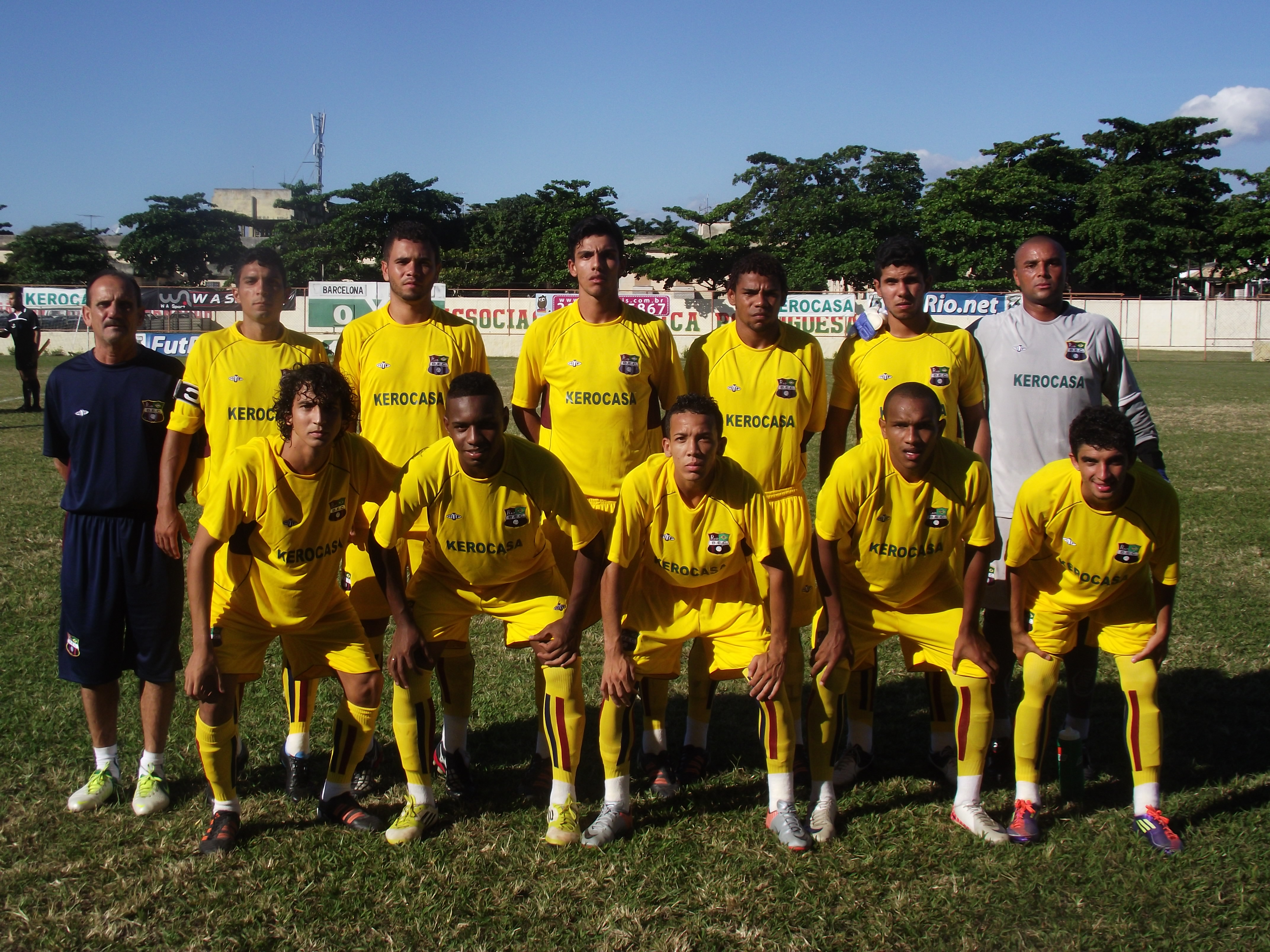
صورة الفريق من موسم 2013